# Groß Niendorf, Segeberg
Groß Niendorf là một đô thị thuộc huyện Segeberg, trong bang Schleswig-Holstein, Đức. Đô thị Groß Niendorf, Segeberg có diện tích 10,68 km².